# Fade-in

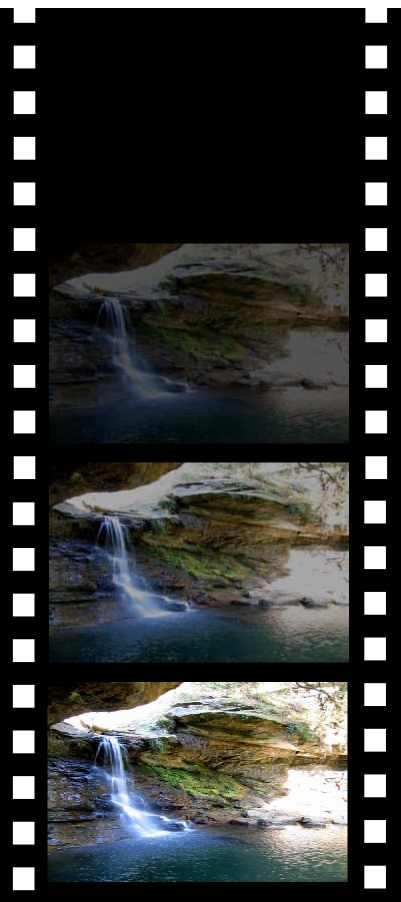
Fade-in

Een fade-in is een techniek in die wordt gebruikt bij opname van de film, waarbij de scène langzaam vanuit een zwart (of wit) beeld tevoorschijn komt.
Dit wordt vaak gebruikt om de overgang (cut) tussen twee beelden minder hard te maken. Ook gebruikt men het vaak bij het allereerste beeld. Dan is het eerst zwart, waarna er langzaam een duidelijk beeld ontstaat.
Een fade-in kan ook het langzaam vanuit stilte luider worden van muziek zijn. Het tegengestelde heet fade-out.